# Холодники (Калинковичский район)
Холодники (бел. Халоднікі) — деревня в Домановичском сельсовете Калинковичского района Гомельской области Беларуси.

## География

### Расположение
Железнодорожная станция на линии Жлобин — Калинковичи, в 28 км на северо-восток от Калинкович, 150 от Гомеля.

## Транспортная сеть
Транспортные связи по просёлочной, затем автомобильной дороге Калинковичи — Бобруйск. Планировка состоит из прямолинейной улицы (улица Центральная), ориентированной с юго-запада на северо-восток, к которой присоединяется короткая улица(улица Молодёжная) с широтной ориентацией. Застройки преимущественно деревянного типа.

## История
По письменным источникам известна с XVIII века как селение в Речицком повете Минского воеводства Великого княжества Литовского. В 1834 году во владении помещика Михайлова. В 1879 году обозначена как селение в Домановичском церковном приходе. Согласно переписи 1897 года действовали хлебозапасный магазин, ветряная мельница. В 1915 году открыта земская школа, которая разместилась в наёмном крестьянском доме. В 1915 году с вводом в эксплуатацию железной дороги Жлобин — Калинковичи начала работу железнодорожная станция.
С февраля по 21 декабря 1918 года под оккупацией германских войск. В 1929 году создан колхоз «Новые Холодники», работали кирпичный завод, ветряная мельница, кузница, начальная школа (в 1935 году 178 учеников). Во время Великой Отечественной войны в январе 1944 года оккупанты сожгли деревню. В 1943-44 годах в боях в окрестности деревни погибли 613 советских солдат и партизан (похоронены в братской могиле в центре деревни).  90 жителей погибли на фронте. Согласно переписи 1959 года центр колхоза имени И. В. Мичурина, располагались 9-летняя школа, которая была снесена в 2011 году, Дом культуры, библиотека, фельдшерско-акушерский пункт, аптека, отделение связи, 2 магазина.

## Население

### Численность
- 2004 год — 155 хозяйств, 336 жителей.

### Динамика
- 1834 год — 32 двора.
- 1897 год — 47 дворов, 254 жителя (согласно переписи).
- 1908 год — 66 дворов, 432 жителя.
- 1959 год — 769 жителей (согласно переписи).
- 2004 год — 155 хозяйств, 336 жителей.